# Carolyn Conwell
Carolyn Conwell est une actrice américaine, née le 16 mai 1930 à Chicago, et morte le 22 octobre 2012 à Long Beach (Californie).

## Biographie
Elle a étudié le cinéma avec Herbert Berghof à New York et avec Jeff Corey à Los Angeles.
Elle a joué Hamlet à Los Angeles.

## Filmographie

### Cinéma
- 1966 : Le Rideau déchiré (Torn Curtain) : La femme du fermier
- 1968 : L'Étrangleur de Boston (The Boston Strangler) de Richard Fleischer : Irmgard DeSalvo
- 1970 : Adam at Six A.M. : Mavis
- 1972 : La Chevauchée des sept mercenaires (The Magnificent Seven Ride) : Martha
- 1976 : Sur la piste des Cheyennes (The Quest) : Luana
- 1980 : Cheech & Chong's Next Movie : Une serveuse suédoise

### Télévision
- 1967 : Les Monroe (The Monroes) (Série TV) : Mary Larson
- 1967-1968 : La Grande Vallée (The Big Valley) (Série TV) : Mme Wiggins / Idanell Bowles
- 1968 : Insight (Série TV) : Maggie
- 1969 : Médecins d'aujourd'hui (Medical Center) (Série TV) : Doris Webb
- 1970 : Nanny et le professeur (en) (Nanny and the Professor) (Série TV) : Mme Parsons
- 1978 : Lou Grant (Série TV) : Mme Pratt
- 1979 : La Petite Maison dans la prairie (The Little House on the Prairie) (Série TV) : Bess Slade
- 1980 : Côte Ouest (Knots Landing) (Série TV) : Hooker
- 1983-2004 : Les Feux de l'amour (The Young and the Restless) (Série TV) : Mary Williams